# Maria, Luhansk
Maria (în ucraineană Марія), cunoscut până în 2016 sub numele de Lenina (în ucraineană Леніна) este o așezare de tip urban din raionul Luhansk, regiunea Luhansk, Ucraina. În afara localității principale, nu cuprinde și alte sate.

## Demografie
Componența lingvistică a așezării de tip urban Maria
     Rusă (68,72%)
     Ucraineană (30,83%)
     Alte limbi (0,46%)
Conform recensământului din 2001, majoritatea populației așezării de tip urban Maria era vorbitoare de rusă (68,72%), existând în minoritate și vorbitori de ucraineană (30,83%).